# Volo Flash Airlines 604
Il volo Flash Airlines 604 fu un volo charter operato dalla compagnia egiziana Flash Airlines. Il 3 gennaio 2004, il Boeing 737 che operava il volo precipitò nel Mar Rosso poco dopo il decollo da Sharm el-Sheikh alla volta di Parigi-Roissy, uccidendo tutti i 142 passeggeri e i 6 membri dell'equipaggio presenti a bordo.
La causa dell'incidente è incerta: le diverse indagini condotte dai Paesi coinvolti nel disastro hanno dato esiti discordanti. È il secondo incidente aereo con il più alto numero di vittime della storia tra quelli avvenuti in Egitto dopo quello accaduto al Metrojet russo schiantatosi nel Sinai il 31 ottobre 2015, causando la morte di 217 passeggeri e 7 membri dell'equipaggio.

## L'incidente
Alle ore 04:42 EET (02:42 UTC) del 3 gennaio 2004 il volo Flash Airlines 604, operato con il Boeing 737-3Q8 immatricolato SU-ZCF, pilotato dal comandante Abdullah Khadr (uno dei piloti egiziani più esperti, con oltre 7 000 ore di volo accumulate e una pluridecorata carriera nell'Aeronautica militare egiziana) e dal copilota Amr Shaafei, decollò dalla pista 22R dell'Aeroporto internazionale di Sharm el-Sheikh in direzione di Parigi, previo scalo tecnico al Cairo.
Durante la salita, il comandante cominciò a virare verso sinistra per intercettare la radiale 306 del VOR di Sharm el-Sheikh ed immettersi nell'aerovia diretta al Cairo, poi chiese al copilota Shaafei di inserire il pilota automatico, salvo poi farglielo disinserire dopo soli 3 secondi.
Poco dopo il copilota avvertì il comandante che il velivolo, contrariamente a quanto avrebbe dovuto fare, stava virando verso destra con un bank angle (angolo di virata) eccessivo; Khadr, dopo essere lungamente rimasto impassibile alle sollecitazioni del suo sottoposto, gli rispose di riportare il velivolo in assetto.
Il secondo pilota obbedì e riportò l'aereo in assetto orizzontale; nel giro di pochi istanti tuttavia il Boeing riprese a rollare verso destra; al raggiungimento di un angolo di rollio pari a 50 gradi (ampiamente superiore alla soglia di sicurezza), il copilota esclamò più volte "overbanks!" (ci incliniamo). L'inclinazione aumentò a 111 gradi e l'asse longitudinale si inclinò a sua volta verso il basso di 43 gradi: l'aereo iniziò così a perdere quota, calando presto a 3 470 piedi (1 060 m).
Nella cabina di pilotaggio era presente anche un allievo pilota, Ashraaf Amid, in corso di formazione per diventare Primo Ufficiale; costui a questo punto gridò più volte ai piloti di diminuire la potenza; le manette vennero quindi spostate in posizione Idle (motori al minimo di spinta). A questo punto il comandante sembrò in grado di riprendere il controllo dell'aereo, ma subito si attivò l'allarme di velocità eccessiva. Incapace di riprendere quota, alle 04:45, l'aereo impattò con l'acqua alla velocità di 416 nodi (770 km/h), distruggendosi. Tutti i passeggeri e i membri dell'equipaggio morirono nell'impatto.
In mancanza di notizie certe, inizialmente all'aeroporto parigino Charles de Gaulle il volo venne dato come ritardatario. Solamente due ore dopo l'orario di arrivo previsto, le autorità cominciarono ad informare dell'accaduto parenti ed amici delle vittime, i quali furono poi condotti in un hotel, dove fu consegnata loro la lista ufficiale dei passeggeri effettivamente a bordo dell'aereo.

## Passeggeri ed equipaggio
| Nazionalità di passeggeri ed equipaggio | Nazionalità di passeggeri ed equipaggio | Nazionalità di passeggeri ed equipaggio | Nazionalità di passeggeri ed equipaggio |
| Nazionalità                             | Passeggeri                              | Equipaggio                              | Totale                                  |
| --------------------------------------- | --------------------------------------- | --------------------------------------- | --------------------------------------- |
| Canada                                  | 0                                       | 1                                       | 1                                       |
| Egitto                                  | 0                                       | 5                                       | 5                                       |
| Francia                                 | 139                                     | 0                                       | 139                                     |
| Giappone                                | 1                                       | 0                                       | 1                                       |
| Marocco                                 | 2                                       | 0                                       | 2                                       |
| Totale                                  | 142                                     | 6                                       | 148                                     |

Sia il comandante che il copilota erano di nazionalità egiziana, mentre il pilota tirocinante, oltre a quella egiziana, era in possesso delle cittadinanze canadese e statunitense. La maggior parte dei passeggeri erano turisti francesi originari di Parigi e dell'Île-de-France. Nell'elenco provvisorio dei passeggeri fornito due giorni dopo l'incidente, figuravano 12 nuclei famigliari completi.

## Le indagini
Le indagini furono compiute da personale del Ministero dell'aviazione civile egiziano (MCA) e da tecnici del National Transportation Safety Board (NTSB) e del Bureau d'enquêtes et d'analyses pour la sécurité de l'aviation civile (BEA).
Inizialmente si pensò che la causa del disastro potesse essere stato un atto terroristico, infatti nei giorni precedenti diverse compagnie aeree dovettero cancellare parecchi voli in seguito a segnalazioni di possibili attentati; inoltre il Primo ministro britannico dell'epoca, Tony Blair, stava trascorrendo un periodo di vacanza nella zona di Sharm el-Sheikh. In seguito, un gruppo di terroristi yemeniti dichiarò di aver distrutto l'aereo come segno di protesta contro una nuova legge in discussione in Francia che avrebbe vietato l'uso del velo nelle scuole.
Gli investigatori esclusero l'ipotesi dell'attentato analizzando il luogo in cui si erano depositati i detriti, infatti erano tutti disposti in una zona piuttosto ristretta, lasciando intendere che quando l'aereo impattò con la superficie del mare era ancora integro.
Il recupero delle scatole nere era reso problematico dal fatto che il relitto era ubicato ad una profondità di oltre 1 000 metri, ma dopo due settimane di ricerche il dispositivo venne individuato da una nave di soccorso francese e recuperato da un sottomarino a comando remoto. I nastri delle registrazioni, analizzati congiuntamente al Cairo, non fornirono indicazioni sulla causa dell'incidente, mentre i registri di manutenzione del velivolo non poterono essere controllati in quanto l'unica copia esistente era a bordo del velivolo.
La MCA pubblicò il rapporto finale dell'incidente il 25 marzo 2006. In esso non venne individuata una causa probabile ma ben quattro "possibili cause".
L'NTSB e il BEA conclusero invece che il comandante accusò un disorientamento spaziale e che il copilota non volle entrare in contrasto con la maggiore esperienza del suo superiore suggerendogli come ovviare agli inconvenienti riscontrati, infatti l'analisi del Cockpit Voice Recorder mostrò che trascorsero ben 24 secondi prima che i piloti iniziassero le manovre correttive per riportare in assetto l'aereo; inoltre, sempre secondo l'NTSB e il BEA, i piloti non ricevettero un addestramento adeguato.
L'NTSB emise un rapporto conclusivo delle indagini nel quale si può leggere:
Le autorità egiziane furono in disaccordo con questa valutazione, sostenendo che se il comandante Khadr, che aveva esperienza sia come pilota che come addestratore, avesse rilevato problemi alla strumentazione, avrebbe saputo come porvi rimedio e attribuirono la causa dell'incidente ad un guasto agli alettoni o ai flaps dell'ala destra.
Alcuni giornali suggerirono che il probabile guasto sarebbe dovuto all'insufficiente manutenzione dei velivoli della Flash Airlines, ipotesi ripresa anche dal capo del BEA durante una conferenza stampa.
La rivista specializzata "Avionics magazine" suggerì che le differenze presenti nella strumentazione del MiG-21 (aereo pilotato per anni dal comandante Khadr) rispetto a quella del Boeing 737 potrebbero aver contribuito al disastro.
Due mesi dopo l'incidente Flash Airlines dichiarò fallimento.

## Cultura di massa
L'incidente del volo 604 della Flash Airlines è stato analizzato nell'episodio Disastro nel Mar Rosso della quarta stagione del documentario Indagini ad alta quota trasmesso dal National Geographic Channel.